# Michaël Maria
Michaël Madionis Mateo Maria (* 31. Januar 1995 in Kerkrade, Niederlande) ist ein niederländischer Fußballspieler. Er steht bei NAC Breda unter Vertrag und ist Nationalspieler von Curaçao.

## Vereinskarriere
Maria begann mit dem Fußballspielen in der Jugend des niederländischen Vereins VV Internos, für den er bis 2003 spielte. Danach wechselte er in die Jugend der PSV Eindhoven und war dort insgesamt zehn Jahre aktiv, ehe er in die Jugend von Vitesse Arnheim wechselte. In der Winterpause der Spielrunde 2013/14 ging Maria von der U-19 Arnheims nach Deutschland zur U-19 des VfL Bochum.
Im Sommer 2014 wurde er in die zweite Mannschaft der Bochumer übernommen, für die er in 19 Regionalligaeinsätzen zwei Tore erzielte. Am 21. Februar 2015 gehörte er beim Spiel gegen den Karlsruher SC erstmals zum Spieltagskader der Bochumer Profimannschaft. Nach einer Saison bei den Profis des VfL Bochum, bei denen Maria insgesamt neun Spiele absolvierte, verließ er den Verein im Sommer 2016. Einen neuen Klub fand Maria Ende Oktober 2016 mit dem Drittligisten SG Sonnenhof Großaspach. Am 30. Mai 2017 verpflichtete Zweitligist FC Erzgebirge Aue Michaël Maria für zwei Jahre. Nach lediglich einem Zweitligaspiel in der Hinrunde löste er im Januar 2018 den Vertrag wieder auf und wechselte in die niederländische Eredivisie zum FC Twente Enschede.
Weitere Stationen waren anschließend Charlotte Independence in den USA und Adelaide United. Mit letzterem gewann Maria im Oktober 2019 den australischen FFA Cup. Seit dem 28. Januar 2021 steht er wieder in seiner Heimat beim Zweitligisten NAC Breda unter Vertrag.

## Nationalmannschaft
Michaël Maria spielte in der U-20-Nationalmannschaft Curaçaos. Am 27. März 2015 debütierte er in der A-Nationalmannschaft. Dort wurde er im Qualifikationsspiel für die Fußball-Weltmeisterschaft 2018 in Russland im Spiel gegen Montserrat in der 65. Spielminute für Papito Merencia eingewechselt. 2017 qualifizierte sich Curaçao zum ersten Mal für den CONCACAF Gold Cup. Maria stand bei allen drei Vorrundenspielen auf dem Platz.

## Erfolge
- Australischer Pokalsieger: 2019